# TIFRAC
TIFRAC (сокр. от англ. Tata Institute of Fundamental Research Automatic Calculator, рус. Автоматический вычислитель Института фундаментальных исследований Тата) — первый компьютер, разработанный в Индии в Институте фундаментальных исследований Тата, в Мумбае. Первоначально в 1950-х годах был разработан прототип — TIFR Pilot Machine. Работы над ним начались в 1955 году и закончились в ноябре 1956 года.
Работы над полноценным TIFRAC начались в 1957 году, и компьютер начал официально работать с февраля 1960 года, проработав до 1965 года. В нём было использовано 2 700 электронных ламп, 1 700 германиевых диодов и 12 500 резисторов. Имелось ОЗУ на 2 048 40-битовых слов.
В обеих машинах использовалась память на магнитных сердечниках.